# Johann Gaspar Bachofen
Johann Caspar Bachofen (Zúric, (Suïssa), 26 de desembre de 1695 – idm. 23 de juny de 1755) fou un compositor i professor musical suís. Es dedicà especialment a la música religiosa, deixant una col·lecció de salms, una Passió i la Musikalische Aleluja (1727).

## Biografia
Bachofen, fill d'un professor, va créixer a Zuric i va estudiar teologia protestant (va ser admès al ministeri el 1719), però va treballar exclusivament com a professor de música. Ja l'any 1711 era membre del Collegium musicum "Zum Chorherrensaal", el més antic de la Collegia musica privada de Zuric, que ja existia cap al 1600. A partir de 1715 va fer música al Collegium musicum "a l'escola alemanya" (també anomenat "al Fraumünster"), que existia des de 1679. Des de 1720 Bachofen va ser cantor a les escoles de llatí inferior a Grossmünster i Fraumünster.
Bachofen va publicar diverses col·leccions de cançons i àries sagrades, algunes de les quals va compondre ell mateix. El 1727 va seguir el seu "opus magnum musical", l'extensa col·lecció de cançons Musicalisches Hallelujah, o Schöne und Geistreich Gesänge, acompanyades de noves i àrdues melodies, i per animar a ser lloat Déu  per l'impressor de llibres Hans Heinrich Bürkli a Zuric. La col·lecció conté principalment cançons sagrades de tres parts amb baix continu per a acompanyament d'orgue. La melodia de la cançó Up, up, you Christians all de la part regional del llibre d'himnes protestants Renània / Westfàlia / Lippe núm. 536 prové de Bachofen.
El musical Hallelujah va ser enormement popular més enllà de Zuric; les altres cinc edicions aparegudes en vida de Bachofen (1733, 1739, 1743, 1750, 1754) es van incrementar constantment amb noves cançons. Fins i tot després de la seva mort, la col·lecció es va continuar imprimint, l'11a i última edició va aparèixer el 1803.
Des de 1739 va ser mestre de capella del col·legi "a l'escola alemanya". El 1742 esdevingué el successor de Johann Caspar Albertin com a cantor al Grossmünster i alhora cap del Collegium musicum "zum Chorherrensaal".
Quatre anys després de la mort de Bachofen, l'any 1759 es va publicar l'oratori de la Passió JESÚS, martiritzat i morint pels pecats del món, l'anomenada "Passió de Brockes". El text, escrit per Barthold Heinrich Brockes el 1712, havia estat escrit anteriorment per compositors com Reinhard Keiser (1712), Georg Friedrich Händel (1716), Georg Philipp Telemann (també 1716), Johann Mattheson (1718), Johann Friedrich Fasch (1723) i Gottfried Heinrich Stölzel (1725) ha estat musicat.

## Treballs
- Musicalisches Hallelujah, o Cançons boniques i enginyoses, acompanyades de noves i àrdues melodies, i d'encoratjament a la lloança de Déu, Zuric 1727 (11a edició 1803)
- Passions-Oratorium Der für die Sünde der Welt gemarterte und sterbende Jesus, (Oratori de la passió Jesús martiritzat i morint pels pecats del món), Zürich 1759 (postum), Verlag C. Hofius, Ammerbuch 2010.